# Драйвер, Джулия
Джулия Драйвер (англ. Julia Driver, род. 1961) — профессор философии и заведующая Королевской кафедрой этики и американского общества Даррелла К. в Техасском университете в Остине; специалист в области этики.

## Образование и карьера
Джулия получила степень бакалавра в Техасском университете в Остине в 1983 году. Она получила докторскую степень по философии в Университете Джонса Хопкинса в 1990 году под руководством Сьюзан Р. Вольф.
До переезда в Техас в 2019 году она преподавала в Вашингтонском университете в Сент-Луисе, Дартмутском колледже, Технологическом институте Вирджинии и Бруклинском колледже Городского университета Нью-Йорка.
Она и её муж, философ Рой Соренсен, также являются профессорами Сент-Эндрюсского университета.
Она получила стипендию Лоранса С. Рокфеллера в Принстонском университете, стипендию NEH и стипендию HLA Hart в Оксфордском университете. В настоящее время она является соредактором журнала Ethics.

## Философская работа
Она является автором книги «Непростая добродетель, консеквенциализм и этика: основы», а также множества статей по этике и моральной психологии. Она является ведущим сторонником консеквенциалистского подхода к теории добродетели.
В 2015 году её книга «Консеквенциализм» была переведена на персидский язык иранским философом Ширзадом Пейком Херфехом.